# Robert Martinek
Robert Martinek (* 2. Februar 1889 in Gratzen, Böhmen; † 28. Juni 1944 an der Beresina in Weißrussland) war ein österreichischer Offizier, zuletzt General der Artillerie der deutschen Wehrmacht im Zweiten Weltkrieg.

## Leben
Der Sohn eines Braumeisters absolvierte in Wien die Artillerie-Kadettenanstalt ab 1903. 1907 trat er als Fähnrich in die k.u.k. Armee ein und wurde 1910 zum Leutnant befördert. Im Ersten Weltkrieg wurde er sowohl an der russischen als auch an der italienischen Front eingesetzt.
Bei Kriegsende wurde er sofort in das Österreichische Bundesheer übernommen und 1921 zum Major befördert. Im Jahr 1930 wurde er zuerst Kommandant der Artilleriefachschule und 1934 als Oberst Kommandant der Artillerieschießschule. Ab 1. Oktober 1937 war er Artillerie-Inspekteur des Bundesheeres.
Nach dem Anschluss wurde Martinek in der deutschen Wehrmacht Artilleriekommandeur. 1940 leitete er den artilleristischen Einsatz beim Angriff auf das französische Fort La Ferté an der Maginot-Linie. 1941 wurde er zum Generalmajor befördert. Im Winter 1941 übernahm er die Führung der 267. Infanterie-Division. Für die Abwehrleistungen seiner Division wurde er kurz darauf mit dem Ritterkreuz des Eisernen Kreuzes ausgezeichnet. Ab 1. Januar 1942 übernahm er die Führung der 7. Gebirgs-Division.
Nachdem er am 1. Dezember 1942 unter gleichzeitiger Ernennung zum Generalleutnant das XXXIX. Panzerkorps übernommen hatte, wurde er bereits Anfang 1943 zum General der Artillerie befördert. Namentliche Erwähnung fand er im Wehrmachtbericht vom 24. Oktober 1943: „An den Abwehrerfolgen im mittleren Frontabschnitt haben das XXXIX. Panzerkorps unter Führung des Generals der Artillerie Martinek und die rheinisch-westfälische 253. Infanterie-Division unter Führung des Generalleutnants Becker besonderen Anteil“. In weiterer Folge wurde ihm das Eichenlaub zum Ritterkreuz verliehen.
Martineks Divisionen hatten im Sommer 1944 während der Operation Bagration keine Chancen gegen die überlegenen sowjetischen Kräfte. Bei Luftangriffen sowjetischer Flieger auf den Gefechtsstand Martineks an der Beresina wurde er durch einen Bombensplitter getötet. Am 30. Juni 1944 wurde er auf dem Soldatenfriedhof von Tscherwen bei Minsk beigesetzt.
Der offizielle Wehrmachtbericht erwähnt Martinek namentlich am 3. Juli 1944: „In den schweren Abwehrkämpfen fanden die Kommandierenden Generale, General der Artillerie Martinek und General der Artillerie Pfeiffer sowie Generalleutnant Schünemann, an der Spitze ihrer Korps kämpfend, getreu ihrem Fahneneid, den Heldentod.“
Dem Soldaten, der in drei verschiedenen Armeen diente und als außerordentlicher Artillerist gilt, setzte das Bundesheer ein Andenken in der Benennung der Artilleriekaserne in Baden bei Wien im Jahr 1963 mit dem Namen Martinek-Kaserne.